# Тайната вечеря
 Тази статия е за религиозния термин.  За картината на Леонардо да Винчи вижте Тайната вечеря (Леонардо да Винчи).  
Тайната вечеря е последната вечеря на Иисус Христос с апостолите преди разпятието му.
Съгласно Синоптичните евангелия, последната вечеря на Христос е седар, ритуална вечеря преди еврейския празник Пасха, на която по традиция се яде агнешко месо, безквасен хляб (маца) и се произнасят четири тоста с вино. По време на вечерята Христос установява ритуала на евхаристията, представяйки хляба и виното като символи на своето тяло и кръв.
Тайната вечеря е тема за множество произведения на изобразителното изкуство, като вероятно най-известното от тях е тази на Леонардо да Винчи със същото име.